# Sopela
Pour la station de métro, voir Sopela (métro de Bilbao).
Sopela est une commune de Biscaye dans la communauté autonome du Pays basque en Espagne. Elle fait partie de la comarque d'Uribe-Kosta.

## Géographie
Sopela est une commune d'une superficie de 840 hectares située dans la région d'Uribe-Kosta. Elle est limitée au nord par la mer Cantabrique.
Sopela a plusieurs plages (Barinatxe, Arrietara, Atxabiribil et Meñakoz). Barrika se trouve au nord-est, Getxo au nord-ouest, Urduliz au sud-est et Berango au sud-ouest.

### Quartiers
Les quartiers de Sopela sont:Arrietara, Sopelmar, Larrabasterra, Moreaga et Ugeraga
Sopela se trouve à 30 minutes de Bilbao et à 50 minutes de Vitoria-Gasteiz et de Saint-Sébastien.

## Histoire
Depuis les années 1980, la population de Sopela s'agrandit sans arrêt et actuellement elle compte approximativement 12 000 habitants. Sopelana s'est transformée en une commune résidentielle bien reliée avec d’autres communes et avec Bilbao. La municipalité s'est engagé à développer l'offre culturelle et sportive. Un office de tourisme a été inauguré en 2004. Le hall culturel rassemble tous les activités culturelles car il n’y a pas de maison de la culture dans la ville.
Il y a des associations sportives telles que la Société Deportive Ureaga (football, basket-ball, cyclisme…) ou Peña Txuri (surf). Il y a aussi des associations comme Itzartu (femmes), Barinatxe Taldea (txistu), Uribe Bazterra (musique), union commerciale…
La municipalité a créé de zones vertes et des voies cyclables. De plus il existe des aides pour ceux qui sont intéressées par l'installation de systèmes d'énergies alternatives.

## Histoire et architecture
L'histoire de Sopela commence à la préhistoire et elle peut s'observer dans les dolmens de Munarrikolanda ou dans l’établissement de Kurtzio. Ces traces sont trouvées principalement aux environs de l’église de San Pedro. Près de la plage d’Atxabiribil, de la céramique sigillée, probablement du IIe siècle, a été découverte. Sopela a été une elizate.

## Patrimoine

### Patrimoine civil
Dans le centre-ville, il y a des sculptures de différents styles. La plus ancienne est Munarri, dans la montagne de Fraidemendi. Parmi les plus modernes, il faut remarquer le Surfista, dans le pont d’Iberre, la Queue de la baleine, dans le parc Iturrieta et Le Guitariste (hommage à Angus Young, guitariste du groupe de rock AC/DC).

### Patrimoine religieux
Sopela a de plus des églises d'intérêt architectural. Gonzalo de Sopelana a construit l’église de San Pedro de style Renaissance (XVIe siècle). Le blason des Sopela, fondateurs de l’église, est formé par deux clés en croix et quatre cœurs, il est visible sur la façade de l’église.
L’ermitage Carmen est moderne et est situé dans le quartier de Larrabasterra. L'église de San Andrés est rustique (XIIIe siècle).

## Plages
- Barinatxe ou la salvaje appartient à Getxo et à Sopela. Elle a une longueur de 752 mètres. La partie gauche est sableuse et la partie droite est sableuse et rocheuse.
- Atxabiril ou Sopela fait 825 mètres de long, elle est constituée de sable et, dans quelques zones, de rochers.

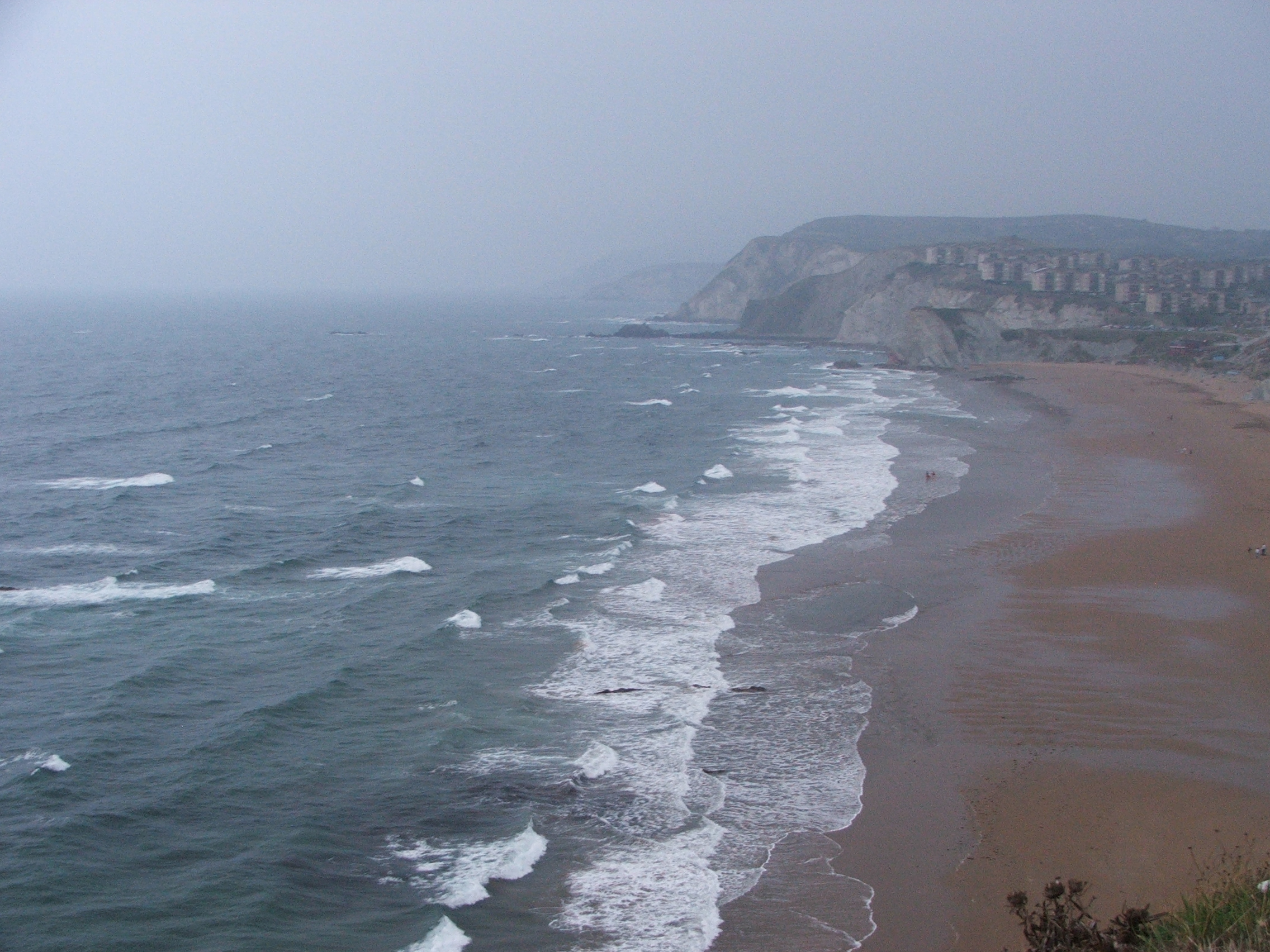
Plage d'Arrietara à Sopela.

## Personnalités liées à la commune
- Armando Riveiro de Aguilar Malda, né à Sopela le 16 janvier 1971, footballeur espagnol. Il a joué dix ans au Cádiz CF comme gardien. Il a gagné le trophée “Zamora” de la Segunda Division pour être le gardien avec le moins de buts encaissés. Il joue actuellement à L'Athletic Club de Bilbao, Primera Division.
- Joane Somarriba, née le 11 août 1972, cycliste espagnole. Fin 2005, elle s'est retiré du cyclisme après une trentaine de victoires. Elle est l'épouse de Ramón González Arrieta.

### Sources
- (es) Cet article est partiellement ou en totalité issu de l’article de Wikipédia en espagnol intitulé « Sopelana » (voir la liste des auteurs).